# Sympetrum corruptum
Sympetrum corruptum är en trollsländeart som först beskrevs av Hagen 1861.  Sympetrum corruptum ingår i släktet ängstrollsländor, och familjen segeltrollsländor. Inga underarter finns listade i Catalogue of Life.

## Bildgalleri

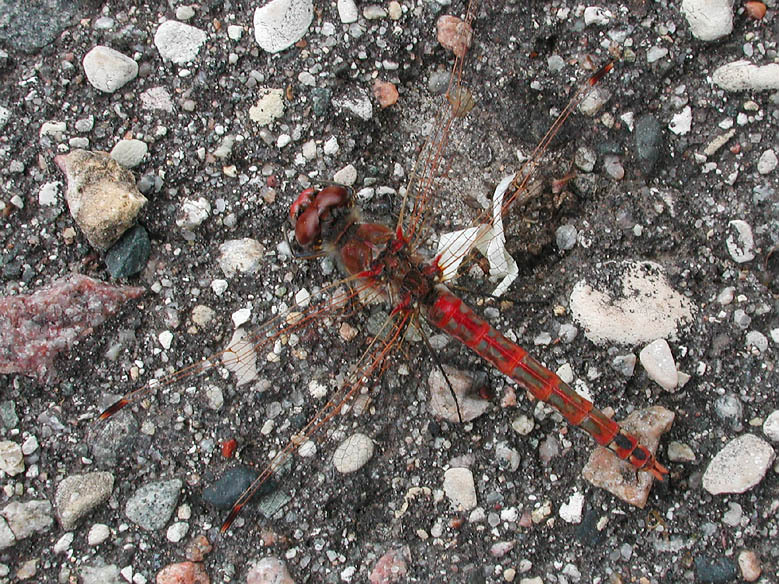
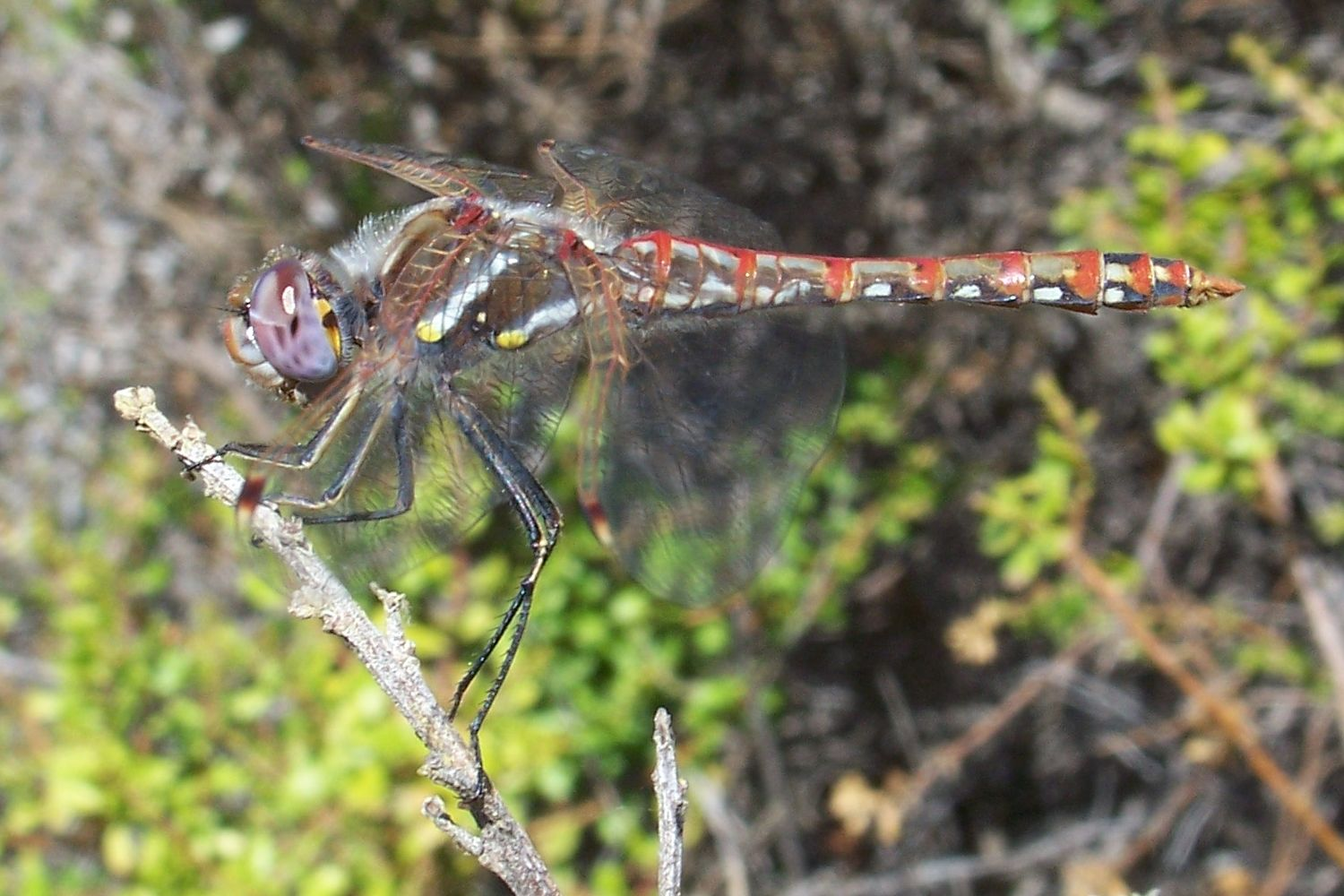
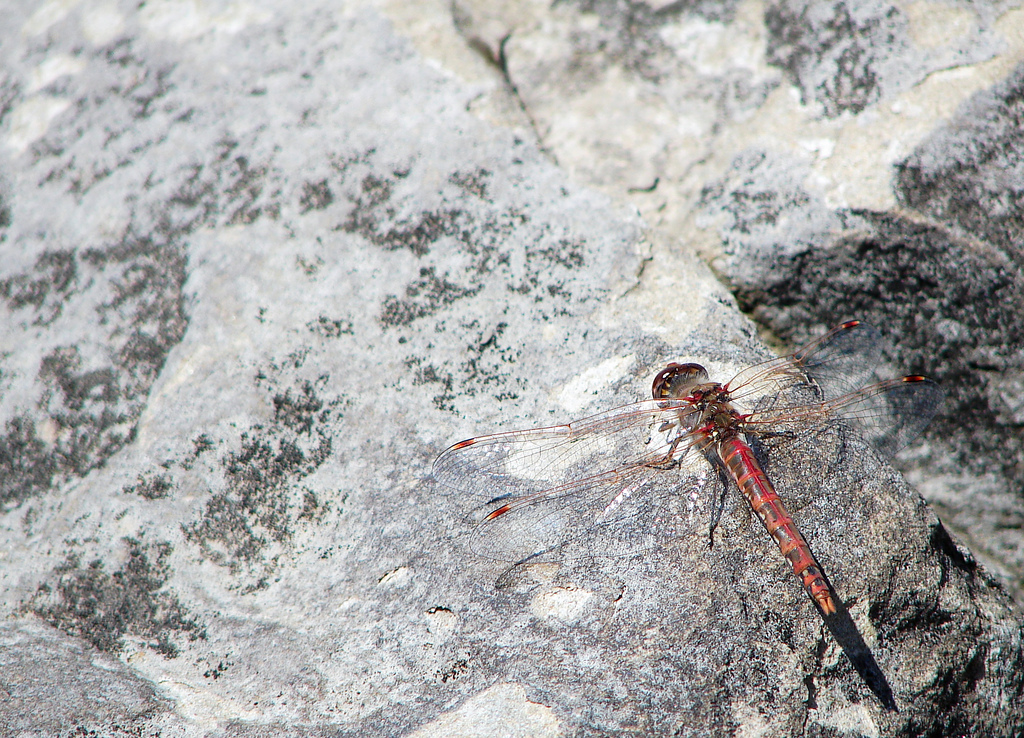
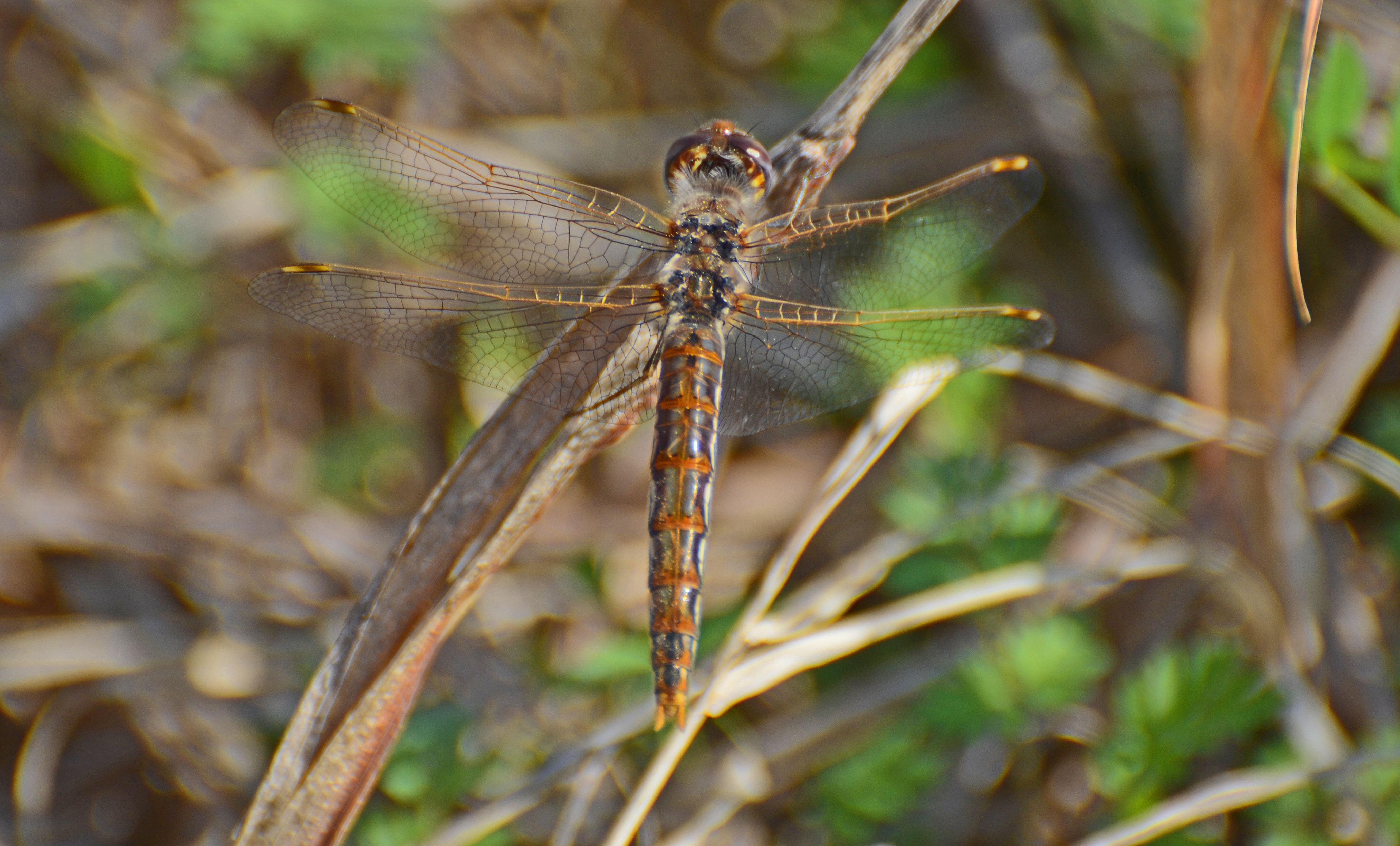